# Anton Allemann
Pour les articles homonymes, voir Allemann.
Anton Allemann, dit Toni, né le 6 janvier 1936 et mort le 3 août 2008 à Klosters, est un joueur de football suisse.

## Biographie

### En sélection
- 27 sélections, 9 buts en équipe de Suisse.
- Première sélection : Suède - Suisse 3-2, le 7 mai 1958 à Helsingborg
- Dernière sélection : Hongrie - Suisse 3-1, le 5 juin 1966 à Budapest

## Clubs successifs
- 1957-1961 : BSC Young Boys
- 1961-1963 : AC Mantova
- 1963-1964 : PSV Eindhoven
- 1964-1966 : FC Nuremberg
- 1966-1969 : FC La Chaux-de-Fonds

## Palmarès
- Champion suisse en 1958 avec les Young-Boys
- Champion suisse en 1959 avec les Young-Boys
- Champion suisse en 1960 avec les Young-Boys
- Coupe de Suisse en 1958 avec les Young-Boys